# Castets (Rebsorte)

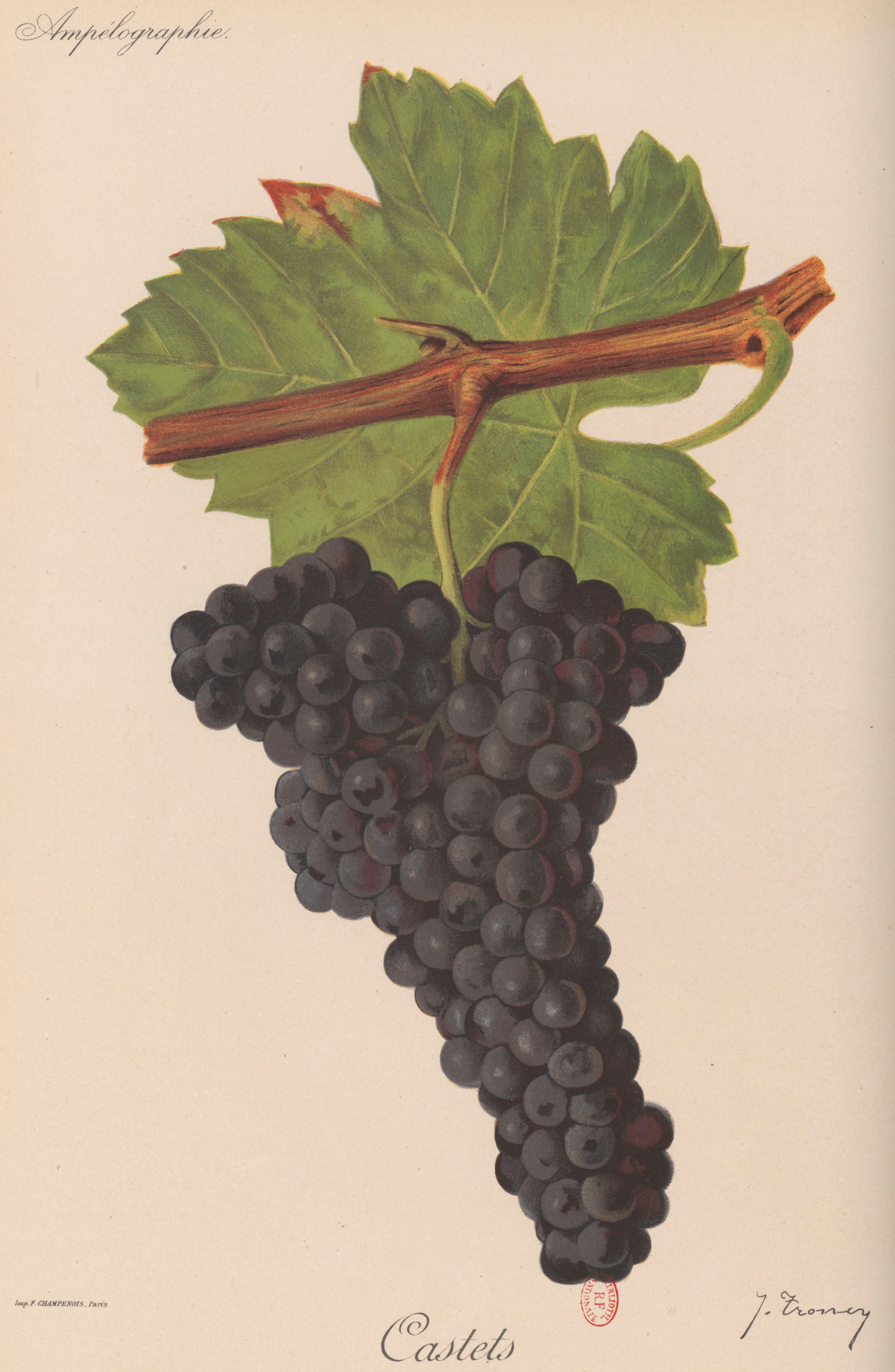
Castets von Viala & Vermorel

Castets  ist eine autochthone Rotweinsorte im Département Gironde im Südwesten Frankreichs.
Ihre Herkunft ist nicht zweifelsfrei geklärt. Während eine Theorie besagt, dass man einen Setzling in der Nähe des Waldes der Gemeinde Saint-Macaire fand, der durch einen Herrn Nicouleau vermehrt und verkauft wurde, besagt eine andere Erklärung, dass die Sorte aus einer Region nahe der Pyrenäen kommt. Auf jeden Fall setzte sich seit den 1870er Jahren ein Reisender namens Castets stark für den Anbau der Sorte ein und verhalf ihr zu ihrem Namen.

Die wuchskräftige und ertragreiche Sorte ist recht resistent gegen den Falschen Mehltau und leidet kaum unter Spätfrösten, da sie sehr spät austreibt. Seit 2019 ist Castets eine von sechs neuen Rebsorten, die in der Bordeaux-Weinproduktion zugelassen sind, um für die Folgen der globalen Erwärmung im Weinbau gerüstet zu sein.
Sie wird in geringen Mengen im Vin de Pays von Aveyron nördlich von Gaillac eingesetzt. Außerdem ist sie in der Provence – Appellation Palette zugelassen.
Siehe auch den Artikel Weinbau in Frankreich sowie die Liste von Rebsorten.
Synonyme: Engrunat, Gros Verdau, Gros Machouquet, Machoupet, Matioupet, Nicouleau